# アラン・バデル
アラン・バデル（Alan Fernand Badel、1923年9月11日 - 1982年3月19日）は、イギリスの俳優。
マンチェスター・ラスホルム出身。王立演劇学校で演劇を学ぶ。第二次世界大戦に従軍、ノルマンディー上陸作戦などに参加、戦後に除隊し、1950年代から映画・テレビドラマに主に脇役で出演した。娘のサラ・バデルも女優になった。
1982年3月19日、58歳で死去。

## 主な出演作品
- 情炎の女サロメ Salome (1953)
- オムニバス Omnibus (1953) テレビドラマ
- 楽聖ワグナー Magic Fire (1955)
- 苦い報酬 Bitter Harvest (1963)
- 孤独の報酬 This Sporting Life (1963)
- 続・光る眼/宇宙空間の恐怖 Children of the Damned (1963)
- アラベスク Arabesque (1966)
- 地獄のかけひき Otley (1968)
- 冒険者 The Adventurers (1970)
- ジャッカルの日 The Day of the Jackal (1973)
- テレフォン Telefon (1977)
- 恐怖の魔力/メドゥーサ・タッチ The Medusa Touch (1978)
- ナバロンの嵐 Force 10 from Navarone (1978)
- アガサ 愛の失踪事件 Agatha (1979)
- 謀略海域・北海の激闘 The Riddle of the Sands (1979)
- ニジンスキー Nijinsky (1980)
- 将軍 SHŌGUN Shōgun (1980) テレビ映画